# Кин, Фоксхолл
Фоксхолл Паркер Кин (англ. Foxhall Parker Keene; 18 декабря 1867, Сан-Франциско, США — 25 сентября 1941, Айерс Клифф, Канада) — американский игрок в поло, чемпион летних Олимпийских игр 1900.

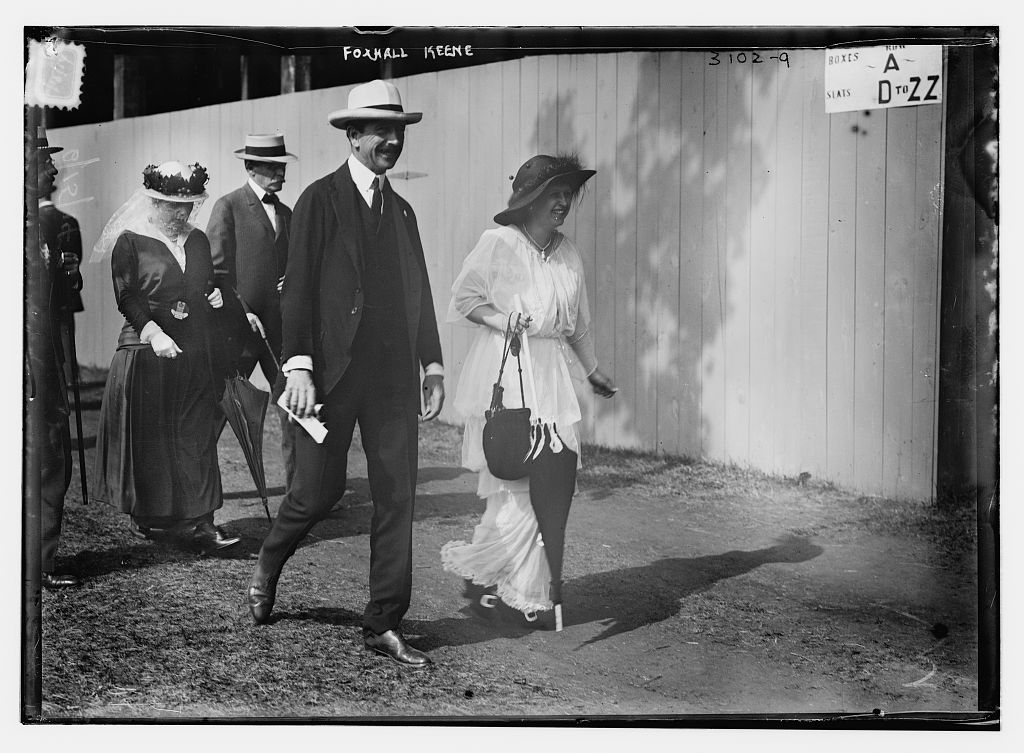
Кин на международном турнире по поло 13 июня 1914 года

На Играх 1900 Кин входил в состав первой смешанной команды. Она сначала обыграла французскую сборную в четвертьфинале, ещё одну смешанную команду в полуфинале, и ещё одну в финале, получив золотые медали.